# Glaukias (General)
Glaukias (altgriechisch Γλαυκίας) war ein makedonischer Reiteroffizier und Gefährte (hetairos) Alexanders des Großen im 4. vorchristlichen Jahrhundert.
Glaukias war im Jahr 331 v. Chr. in der Schlacht von Gaugamela einer der acht Schwadronenführer (ilarchos) der Hetairenreiterei. Danach wird er nicht weiter erwähnt, allerdings hält Heckel eine Identifizierung des Reiteroffiziers mit dem gleichnamigen Gefolgsmann Kassanders und Mörder des Königs Alexander IV. Aigos und der Roxane aus dem Jahr 310 v. Chr. für möglich.